# 士林電機
士林電機（英語：Shihlin Electric）是臺灣電機工程公司，成立於1955年，旗下分四大事業群分別是重電事業、車用電裝事業、低壓開關事業與自動化事業。主要產品為重電產品、車用電裝品、低壓開關、工控產品、產業設備等。
近年來士林電機積極投入綠色能源領域，致力於提供全方位的綠電與重電解決方案。根據其2023年永續報告書，士電設定了在三年內將綠能產品及服務營收占比提升至30%的短期目標，並計劃在三年以上達到50%的長期目標。
在再生能源方面，士電已建置兩座屋頂型太陽能發電系統，總裝置容量達609kW。展望2030年，士電目標累計太陽能裝置容量達5.1MW，自供綠電占公司總用電量的15%。
在電動車領域，士電持續開發10kW至150kW的電動汽機車動力系統，並積極布局電動車充電樁市場。此外，士電與泓德能源合作，計劃在台灣設立兩家合資企業，結合雙方在生產與銷售渠道的優勢，共同拓展電動車充電業務，並計劃將此業務拓展至日本市場。

## 外部連結
- 官方网站（繁體中文）